# Індійський технологічний інститут у Руркі
Індійський технологічний інститут в Руркі (англ. Indian Institute of Technology Roorkee, IIT Roorkee, IITR, гінді भारतीय प्रौद्योगिकी संस्थान रुड़की) — університет у місті Руркі, штат Уттаракханд, Індія. Його було засновано 1847 року британцями під назвою Thomson college of Civil Engineering. До незалежності Індії він видавав дипломи Калькутського і Аллахобадського університетів, з якими він був афілійований.
1949 року його перейменували на Університет Руркі, що став першим технічним вищим навчальним закладом в Індії. 2001 року він увійшов до складу Індійського технологічного інституту.